# Nancyplax vossi
Nancyplax vossi is een krabbensoort uit de familie van de Euryplacidae. De wetenschappelijke naam van de soort is voor het eerst geldig gepubliceerd in 2001 door Lemaitre, García-Gómez, von Sternberg & N. H. Campos.